# アリカンテ大学
アリカンテ大学 (バレンシア語: Universitat d'Alacant, IPA: [univeɾsiˈtad dalaˈkant]; スペイン語: Universidad de Alicante, IPA: [uniβersiˈðað ðe aliˈkante]）は、スペイン・バレンシア州アリカンテ県サン・ビセンテ・デル・ラスペイグに本部を置く大学。略称はUA。1968年に大学教育センター(CEU)として設立され、1979年にアリカンテ大学が設立された。

## 特徴
メインキャンパスはアリカンテ県の県都アリカンテの北にあるサン・ビセンテ・デル・ラスペイグにある。2011-12年度の学生数は約27,500人だった。教皇勅書によって1545年に設立された中世大学のオリウエラ大学の遺産を継承している。50以上の専攻を有し、ほぼすべての講義がスペイン語で行われるが、コンピュータ科学や経営学など一部の講義は英語で行われ、またバレンシア語で行われるものもある。
約1平方キロメートルの現代的なキャンパスを有する。1967年にアリカンテ＝エルチェ空港が開港するまでこの地にあったラ・ラバッサ飛行場の跡地がキャンパスとなっている。ヨーロッパ大学協会(EUA)、コンポステーラ大学グループ、Vives大学ネットワークに加盟している。

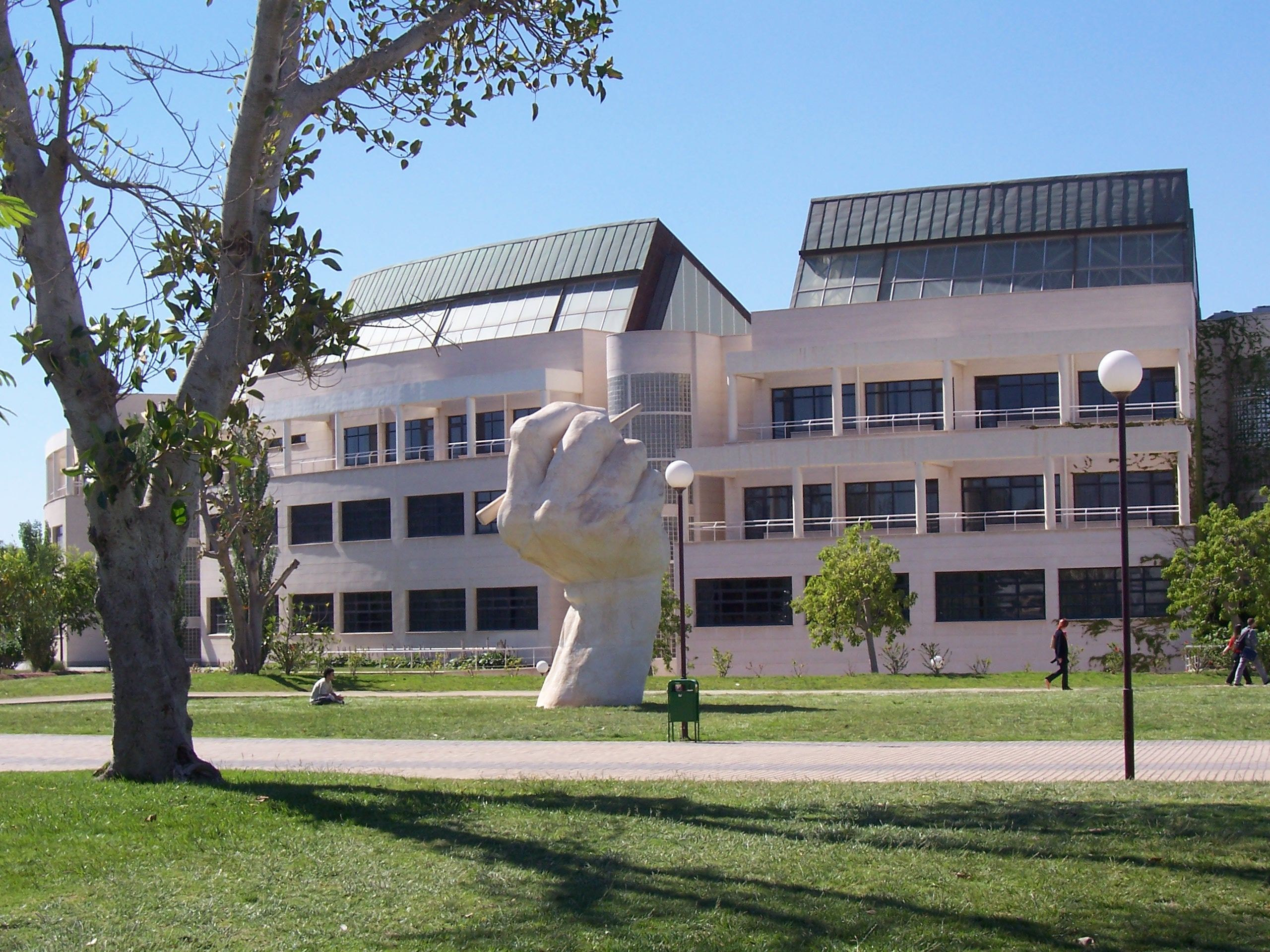
パレ・ディアス・アソリンの彫刻
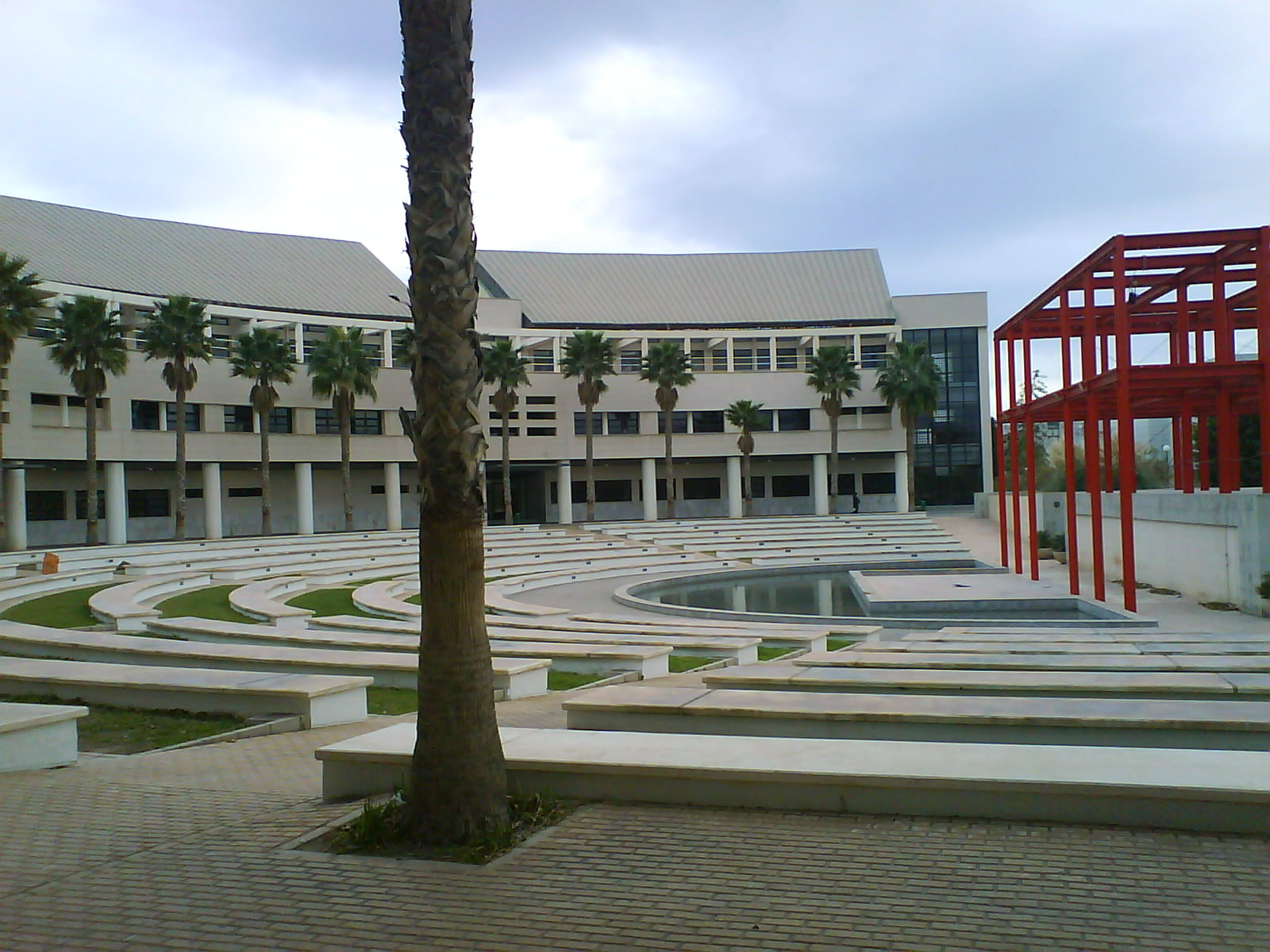
円形劇場
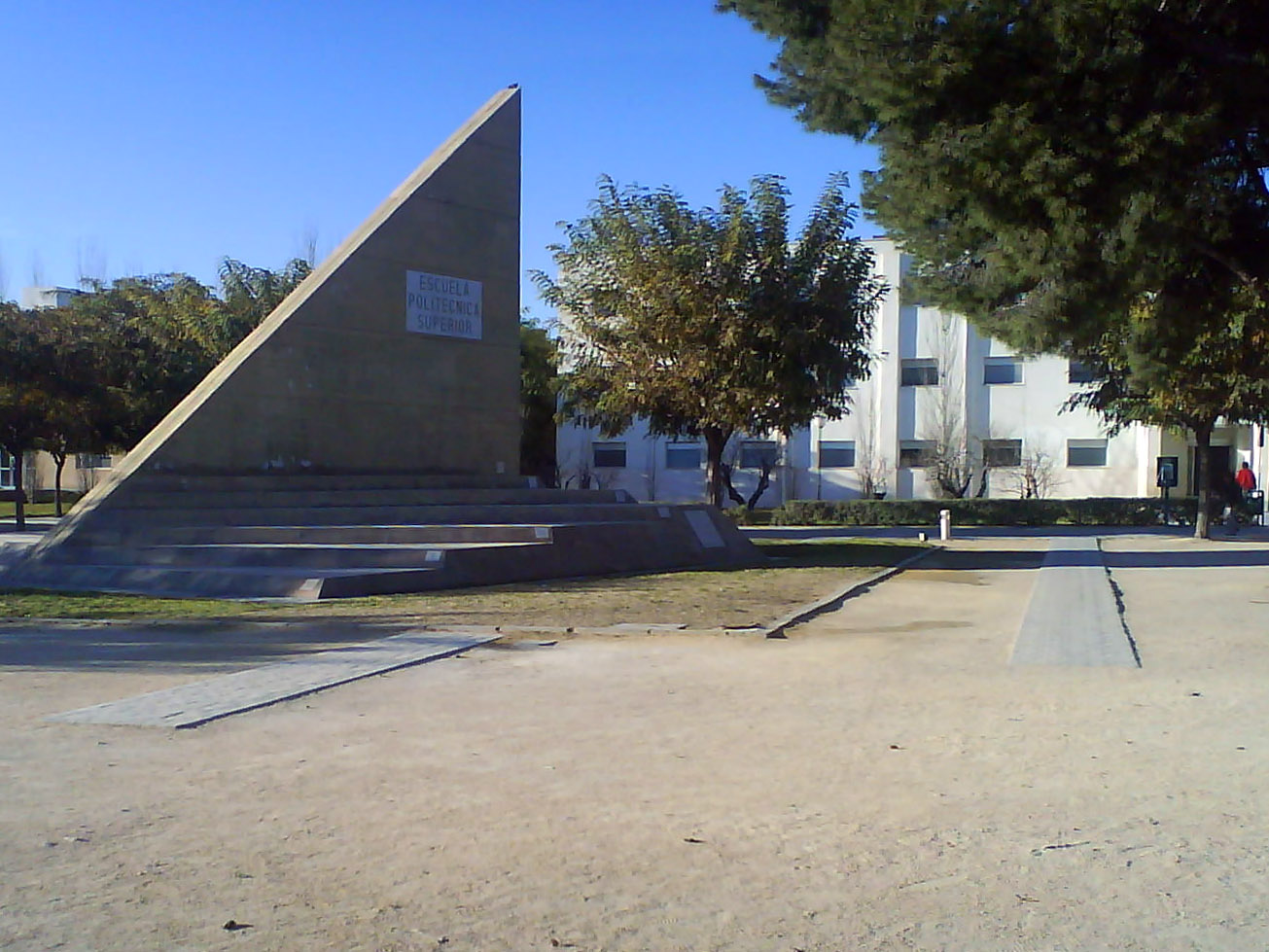
日時計
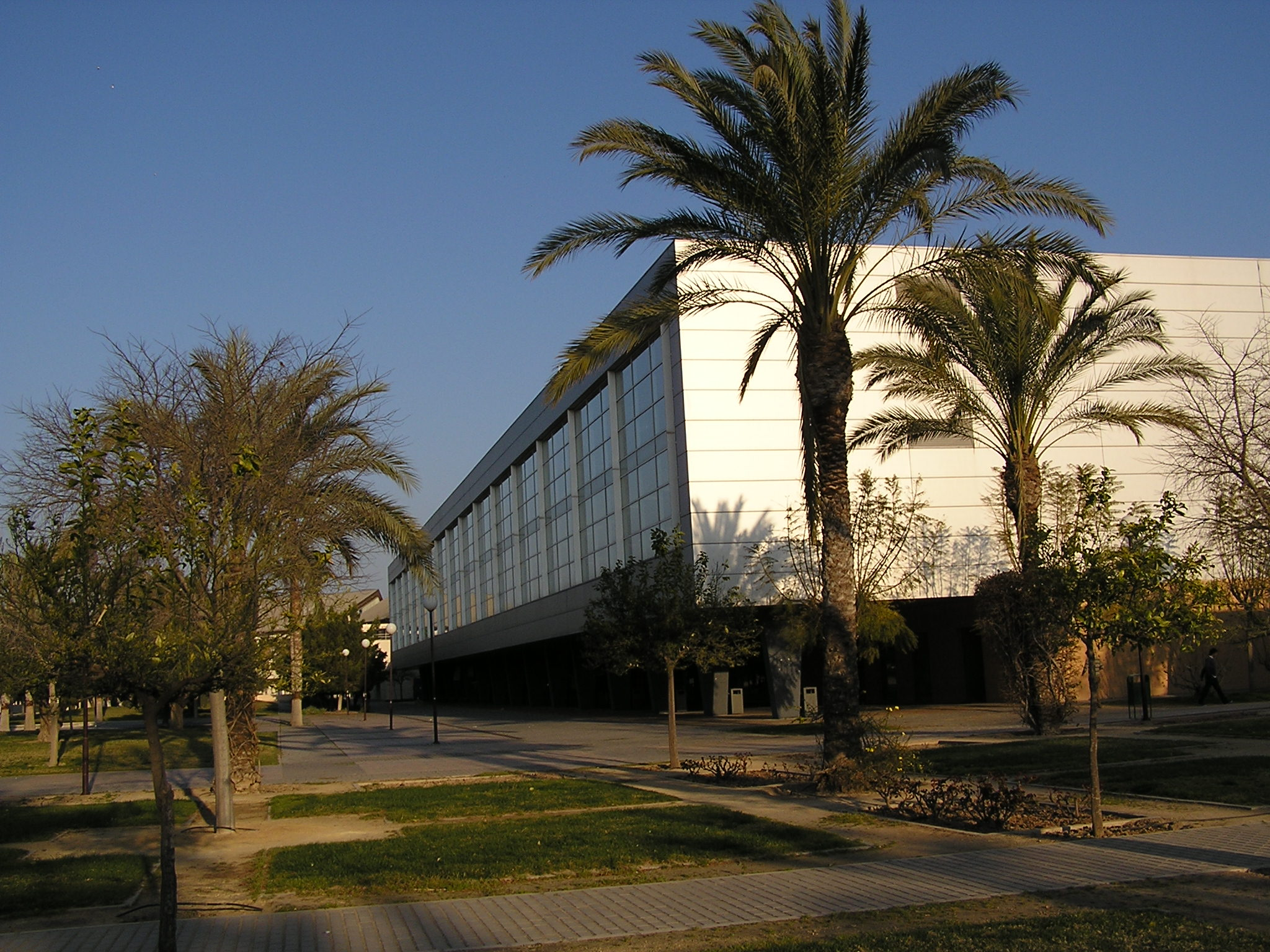
大学図書館

## 関連人物
アメリカ合衆国の経済学者でありノーベル経済学賞受賞者のウィリアム・フォーサイス・シャープ、ウルグアイの小説家であるマリオ・ベネデッティ、スペインのバレンシア語学者であるエンリーク・ヴァロール・イ・ヴィーヴェスなどはアリカンテ大学の名誉博士号を授与されている。